# Онищенко, Анатолий Ильич
Анатолий Ильич Онищенко (28 августа 1937, город Константиновка Донецкой области) — украинский советский партийный деятель, 1-й секретарь Ворошиловградского (Луганского) обкома КПУ. Член ЦК КПУ в 1990—1991 г. Член ЦК КПСС в 1990—1991 г.

## Биография
Родился в семье служащего. В 1954—1957 г. — ученик Рутченковского горного техникума Сталинской области. Трудовую деятельность начал в 1957 году электрослесарем шахты «Украина» Перевальского района Ворошиловградской области, затем работал горным мастером на этой шахте.
В 1957—1962 г. — студент Донецкого политехнического института, получил специальность горного инженера.
В 1962 году — младший научный сотрудник Макеевского научно-исследовательского института Донецкой области.
В 1962—1970 г. — горный мастер; помощник начальника, заместитель начальника, начальник участка; помощник главного инженера; начальник участка шахты «Украина» в городе Перевальске Луганской области.
Член КПСС с 1965 года до запрета партии украинскими властями в августе 1991 года.
В 1970—1975 г. — заместитель директора; главный инженер шахты «Украина»; главный инженер шахтоуправления «Украина» Перевальского района Ворошиловградской области.
В 1975—1977 г. — директор шахтоуправления имени Артема Ворошиловградской области.
В 1977—1981 г. — 1-й секретарь Перевальского районного комитета КПУ Ворошиловградской области.
В 1981—1983 г. — слушатель Академии общественных наук при ЦК КПСС в Москве. В 1983 году работал инструктором Ворошиловградского областного комитета КПУ.
В 1983 — мае 1990 г. — 1-й секретарь Краснолучского городского комитета КПУ Ворошиловградской области.
26 мая 1990 — 30 августа 1991 г. — 1-й секретарь Ворошиловградского (Луганского) областного комитета КПУ.
Затем — на пенсии в Луганской области.
Сергей Иванович Аксёненко вспоминал, что Онищенко возглавлял областной оргкомитет по возобновлению деятельности КПУ — который в том, однако, успел ненамного опередить аналогичный оргкомитет с участием самого Аксёненко, непреднамеренно, и действовавший в отсутствие у них информации о наличии комитета во главе с Онищенко.
Награждён орденами и медалями.